# Tanjung Merawa
Tanjung Merawa is een bestuurslaag in het regentschap Karo van de provincie Noord-Sumatra, Indonesië. Tanjung Merawa telt 1175 inwoners (volkstelling 2010).